# Mławska Komunikacja Miejska
Mławska Komunikacja Miejska – zakład budżetowy Urzędu Miasta w Mławie świadczący usługi w zakresie pasażerskiego transportu zbiorowego na terenie miasta Mława. Mławska Komunikacja Miejska działa w tej formie organizacyjnej od 10 października 2014 na podstawie Uchwały Rady Miejskiej Mławy, która dokonała przekształcenia komunalnego zakładu budżetowego o nazwie Mławska Komunikacja Miejska w Mławie w spółkę z ograniczoną odpowiedzialnością.
Siedziba firmy Mławskie Przedsiębiorstwo Drogowo-Mostowe mieści się w miejscowości Uniszki-Cegielnia 30. Natomiast biuro MPDM mieści się na ulicy Warszawskiej 25A. PKS Mława obsługiwał komunikację od 10 października 2014 rok do 31 grudnia 2018. Od 1 stycznia 2019 roku komunikację przejmie Mławskie Przedsiębiorstwo Drogowo-Mostowe. Jednakże 1 października 2018 MPDM uruchomiło czwartą linię miejską.

## Linie

### Linia nr 1
| Miasto | Nazwa przystanku             | Obiekt                                              | Uwagi                                |
| ------ | ---------------------------- | --------------------------------------------------- | ------------------------------------ |
| Mława  | Pętla Wójtostwo              | ogródki działkowe                                   |                                      |
| Mława  | Wójtostwo/ Dobra             |                                                     |                                      |
| Mława  | Wójtostwo/ Torfa Załęskiego  |                                                     |                                      |
| Mława  | Żołnierzy 80 Pułku Piechoty  | SP nr 6                                             | Postój w kierunku ulicy Turystycznej |
| Mława  | Szkolna                      | SP nr 6                                             | Postój w kierunku ulicy Wójtostwo    |
| Mława  | Padlewskiego                 | Zakład Ubezpieczeń Społecznych                      |                                      |
| Mława  | Stary Rynek                  | Kościół, Urząd Miasta                               |                                      |
| Mława  | Długa                        |                                                     |                                      |
| Mława  | Powstańców Styczniowych      |                                                     |                                      |
| Mława  | Osiedle Książąt Mazowieckich | Pasaż Handlowy, Szkoła muzyczna, Netto.             |                                      |
| Mława  | Osiedle Książąt Mazowieckich | Kościół                                             |                                      |
| Mława  | Zachodnia                    |                                                     |                                      |
| Mława  | Kościuszki                   | Szkoła Katolicka                                    |                                      |
| Mława  | Kopernika                    |                                                     |                                      |
| Mława  | Kopernika -pływalnia         | Basen miejski, Stadion.                             |                                      |
| Mława  | Marszałkowska-parking        | Las Miejski                                         |                                      |
| Mława  | Szpitalna -Wojska Polskiego  |                                                     |                                      |
| Mława  | Szpitalna -szpital           | Szpital                                             |                                      |
| Mława  | Szpitalna -Osiedle Młodych   |                                                     |                                      |
| Mława  | Piłsudskiego -MHS            | Mławska Hala Sportowa, ZS nr 3, Stop Shop, Kaufland |                                      |
| Mława  | Napoleońska -Akacjowa        |                                                     |                                      |
| Mława  | Napoleońska -kościół         | Kościół                                             |                                      |
| Mława  | Graniczna ZPO nr 2           | SP nr 4                                             |                                      |
| Mława  | Napoleońska -kościół         | Kościół                                             |                                      |
| Mława  | Kościelna                    |                                                     |                                      |
| Mława  | Dworcowa                     | Dworzec PKP: Mława                                  |                                      |
| Mława  | Gdyńska -LOK                 | Eurocash                                            |                                      |
| Mława  | Tekli Bądarzewskiej          | Osiedle Muzyczne                                    |                                      |
| Mława  | Pętla Turystyczna            | Zbór Świadków Jehowy                                |                                      |

### Linia nr 2
| Miasto | Nazwa przystanku                  | Obiekt                                              | Uwagi                               |
| ------ | --------------------------------- | --------------------------------------------------- | ----------------------------------- |
| Mława  | Pętla Żuromińska                  |                                                     |                                     |
| Mława  | Żuromińska                        | Dino                                                |                                     |
| Mława  | Dworcowa                          | Dworzec PKP: Mława                                  |                                     |
| Mława  | Kościelna                         |                                                     |                                     |
| Mława  | Graniczna ZPO nr 2                | SP nr 4                                             |                                     |
| Mława  | Napoleońska -kościół              | Kościół                                             |                                     |
| Mława  | Napoleońska -Akacjowa             |                                                     |                                     |
| Mława  | Piłsudskiego -MHS                 | Mławska Hala Sportowa, ZS nr 3, Stop Shop, Kaufland |                                     |
| Mława  | Piłsudskiego -Matejki             | Carrefour Express                                   | Postój w kierunku Pętli Żuromińska. |
| Mława  | Żwirki                            |                                                     |                                     |
| Mława  | Stary Rynek                       | Kościół, Urząd Miasta                               |                                     |
| Mława  | Długa                             |                                                     |                                     |
| Mława  | Płocka -Baczyńskiego              | PSB-Mrówka, Grene, Komfort, Fachowiec               |                                     |
| Mława  | Aleja Świętego Wojciecha -Zabrody | Osiedle Słoneczne Ogrody                            | Przystanek w obu kierunkach         |
| Mława  | Płocka -Baczyńskiego              | PSB-Mrówka, Grene, Komfort, Fachowiec               |                                     |
| Mława  | Andersa                           | Zbór Wolnych Chrześcijan                            |                                     |
| Mława  | Bednarska                         |                                                     |                                     |
| Mława  | Banku Miast                       |                                                     |                                     |
| Mława  | Podmiejska Wiadukt                |                                                     |                                     |
| Mława  | Kalkówka                          | Kalkówka, Stacja Naukowa im. Stanisława Herbsta     |                                     |
| Mława  | Pętla Szreńska                    | ogródki działkowe                                   |                                     |

### Linia nr 3[d]
| Miasto | Nazwa przystanku                  | Obiekt                                               | Uwagi                            |
| ------ | --------------------------------- | ---------------------------------------------------- | -------------------------------- |
| Mława  | Pętla Krajewo                     |                                                      |                                  |
| Mława  | Piekiełko wjazd                   |                                                      |                                  |
| Mława  | Piekiełko Centrum                 |                                                      |                                  |
| Mława  | Piekiełko Wjazd                   |                                                      |                                  |
| Mława  | Studzieniec - Podborna            |                                                      |                                  |
| Mława  | Studzieniec - Brzozowa            |                                                      |                                  |
| Mława  | Studzieniec - Aleja Marszałkowska |                                                      |                                  |
| Mława  | Mechaników/ Dźwigowa              | Zielone Miasto – Recykling, Dźwigpol                 |                                  |
| Mława  | Napoleońska - Jasna               |                                                      |                                  |
| Mława  | Napoleońska -kościół              | Kościół                                              |                                  |
| Mława  | Graniczna ZPO nr 2                | SP nr 4                                              |                                  |
| Mława  | Napoleońska -kościół              | Kościół                                              |                                  |
| Mława  | Aleja Piłsudskiego -Brukowa       |                                                      |                                  |
| Mława  | Dworcowa                          | Dworzec PKP: Mława                                   |                                  |
| Mława  | Moniuszki                         |                                                      |                                  |
| Mława  | Batorego                          |                                                      |                                  |
| Mława  | Dworcowa - Grzybowa               |                                                      |                                  |
| Mława  | Batalionów Chłopskich             |                                                      |                                  |
| Mława  | Batalionów Chłopskich - Łomia     |                                                      |                                  |
| Mława  | Podmiejska                        | Osiedle Panorama, Groszek                            |                                  |
| Mława  | Banku Miast                       |                                                      |                                  |
| Mława  | Bednarska                         |                                                      |                                  |
| Mława  | Radosna                           |                                                      |                                  |
| Mława  | Sienkiewicza Szkoła Muzyczna      | Szkoła muzyczna, Pasaż handlowy, Sklep: Netto, Tabak |                                  |
| Mława  | Sienkiewicza Park                 | Lidl, Park Miejski                                   |                                  |
| Mława  | Żwirki                            |                                                      |                                  |
| Mława  | Stary Rynek                       | Kościół, Urząd Miasta                                |                                  |
| Mława  | Warszawska - Smolarnia            | ZS nr 4, Przychodnia Alfamed                         | Postój w kierunku Pętli Krajewo. |
| Mława  | Cmentarz Parafialny               |                                                      |                                  |
| Mława  | Cmentarz Komunalny                |                                                      |                                  |
| Mława  | rondo Solidarności                |                                                      |                                  |
| Mława  | Nowowiejska                       |                                                      |                                  |
| Mława  | Pętla Nowowiejska                 |                                                      |                                  |

### Linia nr 4[g]
| Miasto | Nazwa przystanku         | Obiekt                                                   | Uwagi                             |
| ------ | ------------------------ | -------------------------------------------------------- | --------------------------------- |
| Mława  | Pętla Kolejowa           |                                                          |                                   |
| Mława  | Dworcowa - Grzybowa      |                                                          |                                   |
| Mława  | Batorego                 |                                                          |                                   |
| Mława  | Moniuszki                |                                                          |                                   |
| Mława  | Dworcowa                 | Dworzec PKP: Mława                                       |                                   |
| Mława  | Piłsudskiego - Brukowa   |                                                          |                                   |
| Mława  | Piłsudskiego - PUP       |                                                          |                                   |
| Mława  | Piłsudskiego -MHS        | Mławska Hala Sportowa, ZS nr 3, Stop Shop, Kaufland      |                                   |
| Mława  | Zuzanny Morawskiej       | Restauracja Ambrozja, ZS nr 1, ZS nr 2                   |                                   |
| Mława  | Kościuszki               | Fabryka obuwia                                           |                                   |
| Mława  | Aleja Świętego Wojciecha | Dworzec PKP: Mława Miasto, Centrum Handlowe Stacja Mława |                                   |
| Mława  | Sienkiewicza - Wiejska   |                                                          |                                   |
| Mława  | Powstańców Styczniowych  |                                                          |                                   |
| Mława  | Grzebskiego              | Biedronka, Intermarché                                   |                                   |
| Mława  | Stary Rynek              | Kościół, Urząd Miasta                                    |                                   |
| Mława  | Warszawska - Smolarnia   | ZS nr 4, Przychodnia Alfamed                             | Postój w kierunku Pętli Kolejowa. |
| Mława  | Warszawska - PWSZ (PUZ)  | Państwowa Wyższa Szkoła Zawodowa, SP nr 1                |                                   |
| Mława  | Warszawska - Topolowa    | Dino, Zakład Energetyczny                                |                                   |
| Mława  | Cegielnia - Piaskowa     |                                                          |                                   |
| Mława  | Pętla Cegielnia          |                                                          |                                   |

### Linia nad Zalew[h]
Kursuje w okresie wakacji.
| Miasto | Nazwa przystanku             | Obiekt                                               | Uwagi |
| ------ | ---------------------------- | ---------------------------------------------------- | ----- |
| Mława  | Stary Rynek                  | Kościół, Urząd Miasta                                |       |
| Mława  | Sienkiewicza Szkoła Muzyczna | Szkoła muzyczna, Pasaż handlowy, Sklep: Netto, Tabak |       |
| Mława  | Kopernika -pływalnia         | Basen miejski, Stadion                               |       |
| Mława  | Szpitalna -Osiedle Młodych   |                                                      |       |
| Mława  | Piłsudskiego -MHS            | Mławska Hala Sportowa, ZS nr 3, Stop Shop, Kaufland  |       |
| Mława  | Napoleońska -kościół         | Kościół                                              |       |
| Ruda   | Zalew Ruda                   | Kąpielisko Zalew Ruda                                |       |

### Linia przyśpieszona[i]
Kursuje w okresie wakacji.
| Miasto | Ulica             | Obiekt                | Uwagi |
| ------ | ----------------- | --------------------- | ----- |
| Mława  | Stary Rynek       | Kościół, Urząd Miasta |       |
| Mława  | Dworcowa          | Dworzec PKP: Mława    |       |
| Mława  | Piekiełko Centrum |                       |       |
| Mława  | Pętla Krajewo     |                       |       |

## Tabor
Linie miejskie na terenie miasta Mława obsługują autobusy Iveco Urby, a od lutego 2016 również Solaris Urbino 10. Od 1 października 2018 roku na trasie linii nr 2 wyrusza autobus Scania. W 2023 roku pojawiły się także busy na bazie Mercedesa Sprintera.

## Bilety
- Karta Mławiaka – bezpłatny bilet mieszkańców Mławy
- bilet normalny 4 zł,
- Normalny Miesięczny 120 zł
- bilet ulgowy 2 zł
- Ulgowy Miesięczny 60 zł